# Олесницький повіт
Олесницький повіт (пол. powiat oleśnicki) — один з 26 земських повітів Нижньосілезького воєводства Польщі.
Утворений 1 січня 1999 року в результаті адміністративної реформи.

## Загальні дані
Повіт розташований у східній частині воєводства. Адміністративний центр — місто Олесниця. Станом на 1.01.2008 населення становить 103 496 осіб, площа 1049,31 км².
На терени повіту були депортовані 2012 українців з українських етнічних територій у 1947 році (т. з. акція «Вісла»).

## Демографія
Демографічні дані повіту станом на 30.06.2005:
|       | Всього  | Всього | Жінки  | Жінки | Чоловіки | Чоловіки |
| ----- | ------- | ------ | ------ | ----- | -------- | -------- |
|       | осіб    | %      | осіб   | %     | осіб     | %        |
| Повіт | 103 192 | 100    | 52 643 | 51    | 50 549   | 49       |
| Міста | 61 924  | 100    | 32 161 | 51,9  | 29 763   | 48,1     |
| Села  | 41 268  | 100    | 20 482 | 49,6  | 20 786   | 50,4     |